# Abyzou

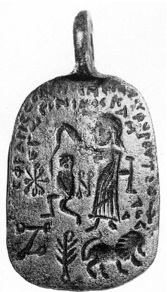
Amuletă de bronz din epoca bizantină timpurie (sec VI - VII), ilustrând (în stânga) un demon îngenuncheat -Abyzou- biciuit de Arlaph (în dreapta) (Arhanghelul Rafael). Inscriptiile de pe această parte a amuletei spun: σφαγὶς Σολομ[ῶν]ος μετὰ τοῦ φοποῦ[ν]το ("Sigiliu[l] lui Solomon [este] cu purtătoru[l amuletei] ") și ἐγώ εἰμι Νοσκαμ ("Eu sunt Noskam"). Amuleta este descrisă de Jeffrey Spier în lucrarea "Medieval Byzantine Magical Amulets and Their Tradition,"

Abyzou este numele unui demon feminin, întâlnit în mitologia și în folclorul din Orientul Apropiat și Europa.
Abyzou era acuzat pentru pierderi de sarcină și pentru mortalitatea infantilă și se declara ca find motivat de invidie (în greacă phthonos) deoarece ea însăși era infertilă. În tradiția evreiască este identificată cu Lilith, în Egipt cu Alabasandria iar în cultura bizantină cu Gylou, dar în diversele texte care au supraviețuit despre practicile magice sincretice din antichitate și epoca medievală timpurie ea are mai multe nume, practic nenumărate.
Abyzou (cunoscută și cu numele Abizou, Obizu, Obizuth, Obyzouth, Byzou etc.) este înfățișată în amulete cu caracteristici asemănătoare unui pește-șarpe. Cea mai cuprinzătoare descriere cunoscută apare într-un compendiu al demonologiei, cunoscut sub numele de Testamentul lui Solomon, datat diferit de către oamenii de știință ca fiind scrisă între secolele I și al IV-lea d.Hr..